# 超造形魂
超造形魂（ちょうぞうけいだましい）とは、バンダイが発売しているフィギュアシリーズの名前。
HGシリーズなどとは違い、箱入りで販売している。

## 主なシリーズ

### ドラゴンボールZシリーズ
- DRAGON BALL Z 其之一（2004年2月、全32種）
- DRAGON BALL Z 其之二（2004年6月、全18種）
- DRAGON BALL Z 其之三（2004年11月、全18種）
- DRAGON BALL Z 其之四（2005年4月、全18種）
- DRAGON BALL Z 其之五（2005年8月下旬、全18種）
- DRAGON BALL Z 其之六（2006年1月下旬、全18種）
- DRAGON BALL GT（2006年5月下旬、全18種）
- DRAGON BALL Z 其之七（2006年9月下旬、全18種）
- DRAGON BALL Z 其之八（2006年12月下旬、全18種）

### キン肉マンシリーズ
- キン肉マン PART1（2005年7月下旬、全17種）
- キン肉マン PART2（2005年11月中旬、全18種）
- キン肉マン PART3（2006年3月下旬、全18種）
- キン肉マン PART4（2006年7月下旬、全18種）
- キン肉マン PART5（2006年11月下旬、全19種）

### スーパー戦隊シリーズ
- スーパー戦隊ロボアーカイブ 1（2006年3月上旬、全10種）
- 秘密戦隊ゴレンジャー PART1（2006年4月中旬、全10種）
- 秘密戦隊ゴレンジャー PART2（2006年8月上旬、全10種）
- スーパー戦隊ロボアーカイブ 2（2006年9月上旬、全8種）

### 聖闘士星矢シリーズ
- 聖闘士星矢 PART1（2006年4月上旬、全9種）
- 聖闘士星矢 PART2（2006年9月下旬、全9種）

### その他
- スチームボーイ メカコレクション（2004年7月、全12種）
- テレビアニメ ONE PIECE PART1（2005年2月、全8種）
- ジョジョの奇妙な冒険 1（2006年8月下旬、全10種）
- 可動超造形魂 仮面ライダー PART1（2006年11月上旬、全7種）
- モンスターハンターポータブル 2nd G（2008年8月20日、全9種）